# Il giogo (film 1922)
Il giogo (While Justice Waits) è un film muto del 1922 diretto da Bernard J. Durning. Prodotto e distribuito dalla Fox Film Corporation, aveva come interpreti Dustin Farnum, Irene Rich, Earl Metcalfe, Frankie Lee.

## Trama

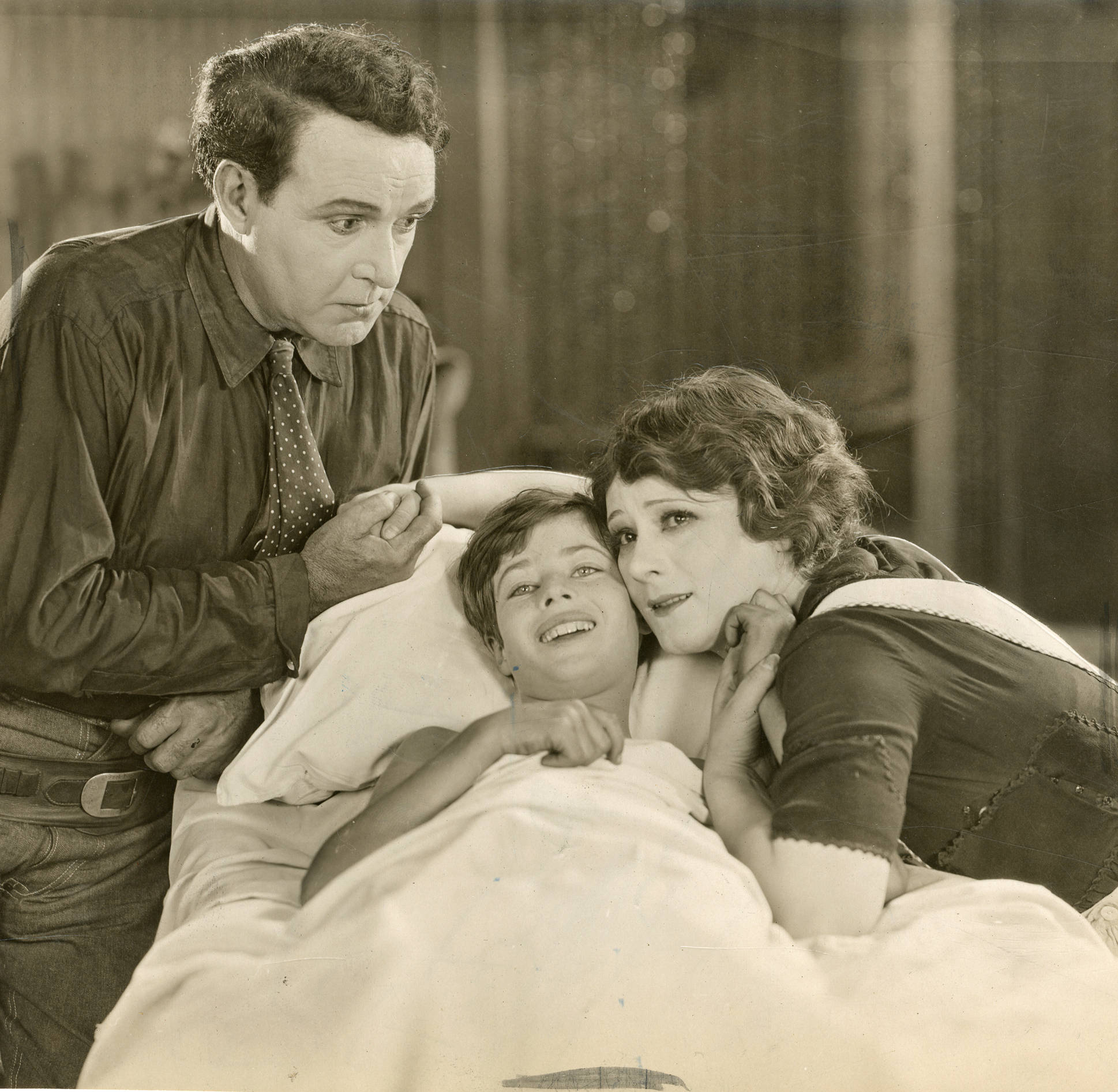
Tom Moore, Frankie Lee, Irene Rich

Dopo essere stato per alcuni anni in Alaska e avervi fatto fortuna con una miniera d'oro, Dan Hunt torna a casa ma non trova più né la moglie né il figlio che aveva lasciato bambino. Si unisce allora a una banda di fuorilegge per andare a cercare l'uomo che gli ha portato via la moglie. Incontra così un ragazzino anche lui alla ricerca della madre perduta: i due uniscono le loro forze e continuano insieme la caccia. Alla fine, un giorno, Dan trova la moglie in una piccola città mineraria. Dopo avere sparato al suo rivale, viene a sapere dalla moglie che l'uomo l'aveva rapita, costringendola a seguirlo, e che il ragazzo che è con lui non è altri che il loro figlio. La famiglia, finalmente riunita, può ricominciare una nuova vita insieme.

## Produzione
Il film fu prodotto dalla Fox Film Corporation usando il titolo di lavorazione As a Man Thinketh.

## Distribuzione
Il copyright del film, richiesto dalla Fox Film Corp, fu registrato il 19 novembre 1922 con il numero LP19128. Nello stesso giorno, distribuito dalla Fox Film Corporation e presentato da William Fox, il film uscì nelle sale statunitensi.

In Italia, fu distribuito nel 1925 dalla Fox con il visto di censura numero 20719.
Non si conoscono copie ancora esistenti della pellicola che viene considerata presumibilmente perduta.